# Aeroporto Internazionale di Seattle-Tacoma
L'Aeroporto Internazionale di Seattle-Tacoma (IATA: SEA, ICAO: KSEA) (in inglese: Seattle–Tacoma International Airport) è il principale aeroporto che serve la città e l'area metropolitana di Seattle, nello Stato di Washington, Stati Uniti d'America. È situato sul territorio del comune di SeaTac, a circa 23 km a sud di Downtown Seattle e a circa 29 km a nord-est di quella di Tacoma. 
È l'aeroporto più importante e trafficato della Cascadia con i suoi 51,8 milioni di passeggeri, nel 2023 è stato l'undicesimo aeroporto più trafficato degli Stati Uniti e il ventottesimo al mondo. Controllato dall'agenzia governativa Port of Seattle, l'aeroporto è hub per le compagnie aeree Alaska Airlines, Delta Air Lines e Horizon Air.

## Collegamenti con Seattle
L'aeroporto è collegato al centro di Seattle attraverso il Central Link, servizio di metropolitana leggera facente parte del sistema Link Light Rail.

## Curiosità
Nell'edizione 2004 di Microsoft Flight Simulator, Seattle è l'aeroporto da cui partono (o arrivano) tutte le esercitazioni di volo preimpostate.